# Dicrossus filamentosus
Dicrossus filamentosus è un pesce di acqua dolce appartenente alla famiglia Cichlidae ed alla sottofamiglia Geophaginae.

## Distribuzione
È originario del Brasile e della Colombia, in Sud America, in fiumi dove la vegetazione acquatica è molto ricca.

## Descrizione
Il corpo è cilindrico, molto allungato, e la bocca è posta al termine del muso. La colorazione è variabile, marrone chiara o giallastra, con due file parallele di macchie nere quadrate o una linea nera orizzontale lungo i fianchi.
Il dimorfismo sessuale è molto evidente: la femmina ha colori smorti e pinne arrotondate e trasparenti, il maschio ha le pinne allungate e di colori molto accesi, che variano dal rosso al blu. Inoltre può essere più grosso ed avere macchie colorate sul ventre. Particolare è la pinna caudale del maschio, che ha il primo e l'ultimo raggio allungati, così che appare a forma di Lira.
Non supera i 3,8 cm.

## Riproduzione
Questo pesce è oviparo e la femmina di solito depone le uova in una buca del substrato e dopo la fecondazione scaccia il maschio rimanendo di guardia al territorio. Dopo la deposizione le pinne pelviche della femmina diventano rosse.

## Acquariofilia
È una specie abbastanza rara; ma può essere tenuta in acquario perché ha un temperamento pacifico. Però necessita di un'acqua acida e tenera oppure non riuscirà a riprodursi. Può essere nutrito con il cibo secco ma l'ideale sarebbero le Daphnie.